# Agència d'Indore
L'agència d'Indore fou una entitat administrativa britànica dins l'Agència de l'Índia Central, formada per tres estats:
- Indore
- Dewas
- Bagli

L'agència tenia com a agent del governador general al que ho era per l'Índia Central.